# Corcelles (Ain)
Corcelles és un antic municipi francès, situat al departament de l'Ain i a la regió d'Alvèrnia-Roine-Alps. L'any 2007 tenia 211 habitants.
L'1 de gener de 2016 es va fusionar amb Champdor i formar el municipi nou de Champdor-Corcelles.

## Demografia

### Població
El 2007 la població de fet de Corcelles era de 211 persones. Hi havia 86 famílies de les quals 28 eren unipersonals (14 homes vivint sols i 14 dones vivint soles), 25 parelles sense fills, 29 parelles amb fills i 4 famílies monoparentals amb fills.
La població ha evolucionat segons el següent gràfic:
Habitants censats

### Habitatges
El 2007 hi havia 145 habitatges, 86 eren l'habitatge principal de la família, 39 eren segones residències i 20 estaven desocupats. 125 eren cases i 19 eren apartaments. Dels 86 habitatges principals, 63 estaven ocupats pels seus propietaris, 17 estaven llogats i ocupats pels llogaters i 6 estaven cedits a títol gratuït; 1 tenia una cambra, 3 en tenien dues, 13 en tenien tres, 23 en tenien quatre i 46 en tenien cinc o més. 71 habitatges disposaven pel capbaix d'una plaça de pàrquing. A 37 habitatges hi havia un automòbil i a 41 n'hi havia dos o més.

### Piràmide de població
La piràmide de població per edats i sexe el 2009 era:
| Homes | Edats   | Dones |
| ----- | ------- | ----- |
| 0     | 95 o +  | 0     |
| 0     | 90 a 94 | 0     |
| 0     | 85 a 89 | 12    |
| 0     | 80 a 84 | 0     |
| 4     | 75 a 79 | 4     |
| 8     | 70 a 74 | 0     |
| 16    | 65 a 69 | 4     |
| 0     | 60 a 64 | 16    |
| 12    | 55 a 59 | 4     |
| 4     | 50 a 54 | 4     |
| 8     | 45 a 49 | 8     |
| 0     | 40 a 44 | 4     |
| 0     | 35 a 39 | 8     |
| 4     | 30 a 34 | 0     |
| 16    | 25 a 29 | 16    |
| 4     | 20 a 24 | 12    |
| 8     | 15 a 19 | 4     |
| 4     | 10 a 14 | 12    |
| 4     | 5 a 9   | 0     |
| 8     | 0 a 4   | 8     |

## Economia
El 2007 la població en edat de treballar era de 118 persones, 97 eren actives i 21 eren inactives. De les 97 persones actives 90 estaven ocupades (48 homes i 42 dones) i 7 estaven aturades (3 homes i 4 dones). De les 21 persones inactives 10 estaven jubilades, 7 estaven estudiant i 4 estaven classificades com a «altres inactius».

### Ingressos
El 2009 a Corcelles hi havia 90 unitats fiscals que integraven 234,5 persones, la mediana anual d'ingressos fiscals per persona era de 16.345 €.

### Activitats econòmiques
Dels 5 establiments que hi havia el 2007, 1 era d'una empresa de fabricació d'altres productes industrials, 1 d'una empresa de construcció i 3 d'empreses de comerç i reparació d'automòbils.
Dels 2 establiments de servei als particulars que hi havia el 2009, 1 era un taller de reparació d'automòbils i de material agrícola i 1 guixaire pintor.
L'únic establiment comercial que hi havia el 2009 era una adrogueria.
L'any 2000 a Corcelles hi havia 8 explotacions agrícoles que ocupaven un total de 485 hectàrees.

## Equipaments sanitaris i escolars
El 2009 hi havia una escola elemental.

## Poblacions més properes
El següent diagrama mostra les poblacions més properes.